# Pisteur - Livre 2
Pisteur - Livre 2 (titre original : Ruins) est un roman de science-fiction de l'écrivain américain Orson Scott Card, publié en 2012 puis traduit en français et publié par J'ai lu en deux tomes en 2015,. Il s'agit du deuxième roman de la trilogie Pisteur, centrée sur des problématiques de voyage dans le temps.

## Résumé
Rigg, Umbo, Param, Miche et Olivenko découvrent l'entremur de Vadesh en compagnie du sacrifiable chargé de sa gestion. Plus aucun être humain ne l'habite désormais, résultat d'une opposition sans vainqueur entre d'un côté des humains et de l'autre côté des humains rendus hybrides par un parasite appelé crocheface qui déploie une membrane sur leur visage et qui prend possession de leur système nerveux. Ils découvrent ensuite que le sacrifiable Vadesh a été partie prenante dans ce conflit car il voyait l'hybridation de la race humaine comme une bonne chose. Vadesh leur dévoile que les pierres précieuses qui sont en leur possession leur permettent d'ouvrir les murs empêchant quiconque de passer d'un entremur à un autre et leur donne à son possesseur le commandement de tous les sacrifiables ainsi que de tous les ordinateurs des dix-neuf vaisseaux ayant permis de coloniser le Jardin 11191 ans plus tôt. En usant de ruses, Vadesh réussit à jeter un crocheface à la tête de Miche, parvenant ainsi après huit mille ans de travaux génétiques sur ce parasite à réussir une hybridation avec un humain. Cette souche est d'après lui parfaitement adaptée aux terriens. Au fil des jours, Miche et son parasite parviennent petit à petit à établir une relation saine et profitable à tous les deux, Miche voyant tous ses sens extrêmement exacerbés et performants. Mais l'attitude de Vadesh a fortement déplu au groupe qui décide de se rendre dans l'entremur d'Odin.
Saute-Nuages et Père-Souris, deux représentants des Yahous, les êtres humains de petite taille qui peuplent l'entremur d'Odin, accueillent et prennent en charge le groupe des cinq voyageurs du temps. Ils leur confirment qu'un vaisseau de terriens, les Éclaireurs, devraient bientôt arriver sur leur planète mais qu'il sera peut-être suivi quelques années après par un second venant éradiquer toute vie sur le Jardin. En effet, ayant maîtrisé l'envoi d'objets à travers le temps, des Yahous du futur qui ont survécu au début de l'holocauste leur ont fait parvenir un livre contant ces événements. Saute-Nuages et Père-Souris leur révèlent également qu'ils ont déjà essayé à huit reprises de changer leur société ainsi que ses habitants dans le but d'éviter la venue de ceux qu'ils appellent les Nettoyeurs, mais en vain. Pour la neuvième tentative qui est en cours, ils ont créé par manipulations génétiques des souris plus savantes qu'eux et ces dernières les ont aidés à effectuer d'autres manipulations au sein des humains de l'entremur de Ram, menant à l'apparition de trois voyageurs du temps, Umbo, Param et Rigg.
Déçus par l'attitude d'Odsac, le sacrifiable de l'entremur d'Odin, le groupe décide de se rendre dans l'entremur de Lar, accordant le droit à une centaine de souris de les accompagner. Leur but des cinq humains est d'attendre l'arrivée des Éclaireurs puis de recueillir un maximum d'informations, attendre à nouveau l'arrivée des Nettoyeurs puis reprendre leur collecte d'informations pour enfin retourner dans le passé et trouver une solution visant à éviter l'éradication de toute vie sur le Jardin. Dans cet entremur, ils découvrent des êtres humains ayant tous opéré une hybridation avec un parasite leur conférant la possibilité de respirer sous l'eau. Parmi eux est présent Knosso Sissamik, le père de Rigg et Param que tous croyaient décédé à la suite de sa tentative de rejoindre l'entremur de Lar par la mer. Rigg retourne voir Vadesh pour réaliser une symbiose avec un crocheface afin d'augmenter tous ses sens, y compris sa vision des traces laissées par tout être vivant ainsi que sa maîtrise du voyage temporel. Il découvre que Ram Odin s'est maintenu en vie grâce à plusieurs périodes de stase. Pensant que celui-ci est à l'origine de la venue des Nettoyeurs, il le tue, avant que celui-ci n'en fasse de même. Il rejoint ensuite ses amis trois années plus tard pour vérifier que ces derniers ne viendront pas mais il déchante à son grand désespoir. Revenu trois années en arrière, le Rigg décide d'annuler son assassinat de Ram Odin en allant dire à son alter-égo de ne pas le tuer car malheureusement, cela n’empêcherait pas la venue des Nettoyeurs.

## Éditions
- Ruins, Simon Pulse, 30 octobre 2012, 530 p.  (ISBN 978-1-4169-9177-9)
- Pisteur - Livre 2 - Partie 1, J'ai lu, 10 juin 2015, trad. Mathieu Jacquet, 286 p.  (ISBN 978-2-290-02321-1)
- Pisteur - Livre 2 - Partie 2, J'ai lu, 9 septembre 2015, trad. Mathieu Jacquet, 285 p.  (ISBN 978-2-290-10335-7)
- Pisteur - Livre 2, J'ai lu, 12 octobre 2016, trad. Mathieu Jacquet, 440 p.  (ISBN 978-2-290-02331-0)